# Rue Léon-Delhomme
La rue Léon-Delhomme est une voie du 15e arrondissement de Paris, en France.

## Situation et accès
La rue Léon-Delhomme est une voie publique située dans le 15e arrondissement de Paris. Elle débute au 3, rue François-Villon et se termine au 4, rue Yvart.

## Origine du nom

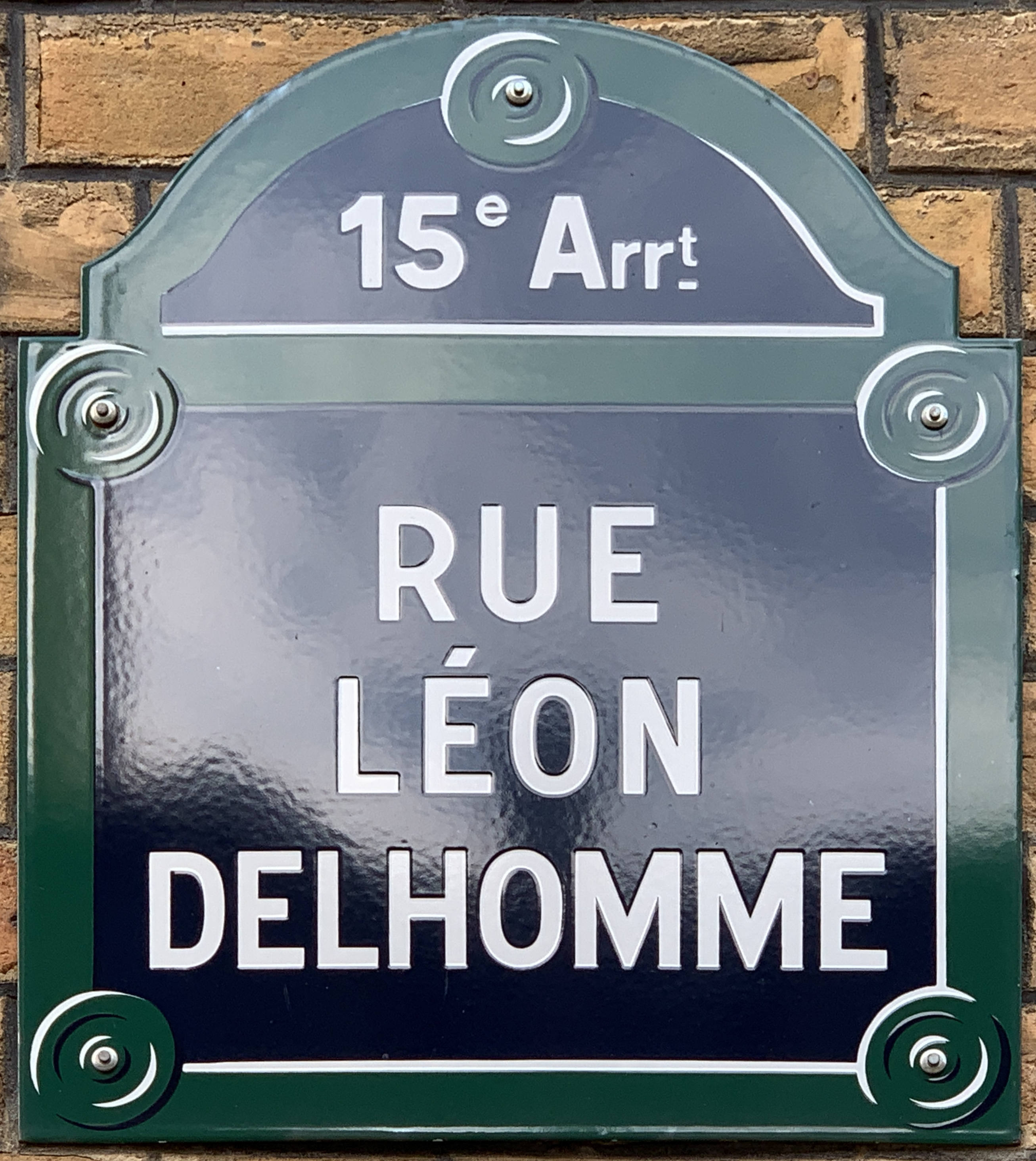
Plaque de la rue.

Elle doit son nom à Léon Delhomme (1841-1895), sculpteur et conseiller municipal.

## Historique
La voie est ouverte et prend sa dénomination actuelle en 1912.